# Tour de la regió de Łódź
El Tour de la regió de Łódź era una cursa ciclista polonesa per etapes que es disputava al Voivodat de Łódź. Estava reservada a ciclistes de categoria júnior (17 i 18 anys). El 2012 es va fer l'última edició.

## Palmarès a partir del 1999
| Any  | Vencedor             | Segon                    | Tercer               |
| ---- | -------------------- | ------------------------ | -------------------- |
| 1999 | Jarosław Białowieżec | Markus Fothen            | Piotr Mazur          |
| 2000 | Błażej Janiaczyk     | Vladimir Autka           | Christian Müller     |
| 2001 | Błażej Janiaczyk     | Piotr Zieliński          | Heinrich Haussler    |
| 2002 | Slawomir Balińki     | Michał Gołaś             | Rafał Gniazdowski    |
| 2003 | Piotr Lis            | Tomasz Zakrzewski        | Laurent Mars         |
| 2004 | Sergey Kunshin       | Alexey Kunshin           | Szymon Biesek        |
| 2005 | Gatis Smukulis       | Radoslaw Kwiatkowski     | Andrei Kliúiev       |
| 2006 | Rafal Gorczyca       | Tomasz Domagala          | Piotr Sztobryn       |
| 2007 | Michał Kwiatkowski   | Jaroslaw Kowalczyk       | Piotr Kasperkiewicz  |
| 2008 | Łukasz Wiśniowski    | Kamil Markowski          | Yauhen Yvanou        |
| 2009 | Marcin Saczuk        | Andrey Martti            | Grzegorz Haba        |
| 2010 | Mihkel Räim          | Andris Vosekalns         | Daniel Horyza        |
| 2011 | Oskar Nisu           | Felix Donath             | Aliaksandr Piasetski |
| 2012 | Krists Neilands      | Przemysław Kasperkiewicz | Martin Otonicar      |